# The Great American Bash (2004)
The Great American Bash (2004) foi o primeiro evento anual pay-per-view (PPV) de luta livre profissional Great American Bash produzido pela World Wrestling Entertainment (WWE), e o 15º evento geral do Great American Bash. Foi realizado exclusivamente para lutadores da divisão da marca SmackDown!. O evento ocorreu em 27 de junho de 2004, no Norfolk Scope em Norfolk, Virgínia. O Great American Bash foi anteriormente promovido pela World Championship Wrestling (WCW), que a WWE adquiriu em 2001, portanto, o evento de 2004 foi o primeiro Great American Bash realizado desde 2000. O evento de 2004 arrecadou $ 325.000 com 6.500 ingressos vendidos e recebeu uma taxa de compra de 0,47.
Três das oito lutas do card foram disputadas por um campeonato; um foi perdido enquanto os outros dois foram retidos. O evento principal foi uma luta Handicap entre The Dudley Boyz (Bubba Ray Dudley e D-Von Dudley) e The Undertaker. Undertaker venceu a partida após derrotar D-Von após um Tombstone Piledriver. Uma das lutas em destaque na eliminatória foi uma luta Texas Bullrope pelo Campeonato da WWE entre John "Bradshaw" Layfield (JBL) e o campeão Eddie Guerrero. JBL venceu a partida e o Campeonato da WWE depois de tocar todos os quatro esticadores sucessivamente. Guerrero foi inicialmente declarado vencedor, mas o gerente geral Kurt Angle apareceu e mostrou que JBL havia tocado o esticador final antes de Guerrero. Outra luta primária na eliminatória foi Rey Mysterio contra Chavo Guerrero pelo Campeonato Peso Cruzador da WWE, que Mysterio venceu com um Sunset Flip.

## Produção

### Introdução
Great American Bash é um evento de luta livre profissional criado em 1985. Foi produzido pela primeira vez pela Jim Crockett Promotions (JCP) da National Wrestling Alliance (NWA) e transmitido em circuito fechado de televisão antes de se tornar um evento pay-per-view (PPV). em 1988; JCP foi rebatizado como World Championship Wrestling (WCW) no mesmo ano. A WCW então se separou da NWA em 1991. O último evento Great American Bash promovido pela WCW foi o evento de 2000, já que em março de 2001, a então World Wrestling Federation (WWF) comprou a WCW. Em 2002, a WWF foi renomeada para World Wrestling Entertainment (WWE). Nesse mesmo ano, a WWE introduziu a extensão da marca onde a promoção dividia o seu plantel em marcas onde os lutadores eram designados exclusivamente para atuar. Após três anos desde a aquisição da WCW, a WWE reviveu o The Great American Bash como seu próprio PPV a ser realizado em 27 de junho de 2004, no Norfolk Scope em Norfolk, Virgínia e como um evento da marca SmackDown!. Embora tenha sido o primeiro Great American Bash realizado pela WWE, foi o 15º no geral.

## Resultados
| Nº                                          | Resultados                                                                                  | Estipulações    | Tempo |
| ------------------------------------------- | ------------------------------------------------------------------------------------------- | --------------- | ----- |
| Heat                                        | Spike Dudley derrotou Jamie Noble                                                           | Luta individual | 4:13  |
| 1                                           | John Cena (c) derrotou Booker T, René Duprée e Rob Van Dam                                  |                 |       |
| 2                                           | Luther Reigns (com Kurt Angle) derrotou Charlie Haas (com Jackie Gayda)                     |                 |       |
| 3                                           | Rey Mysterio (c) derrotou Chavo Guerrero                                                    |                 |       |
| 4                                           | Kenzo Suzuki (com Hiroko) derrotou Billy Gunn                                               |                 |       |
| 5                                           | Sable derrotou Torrie Wilson                                                                |                 |       |
| 6                                           | Mordecai derrotou Hardcore Holly                                                            |                 |       |
| 7                                           | John "Bradshaw" Layfield derrotou Eddie Guerrero (c)                                        |                 |       |
| 8                                           | The Undertaker derrotou The Dudley Boyz (Bubba Ray Dudley e D-Von Dudley) (com Paul Heyman) |                 |       |
| (c) – Refere-se aos campeões antes da luta. |                                                                                             |                 |       |

| Fatal Four-Way eliminations ↑ | Fatal Four-Way eliminations ↑ | Fatal Four-Way eliminations ↑ | Fatal Four-Way eliminations ↑ | Fatal Four-Way eliminations ↑ |
| Elimination No.               | Wrestler                      | Eliminated by                 | Elimination move              | Time                          |
| ----------------------------- | ----------------------------- | ----------------------------- | ----------------------------- | ----------------------------- |
| 1                             | Rob Van Dam                   | John Cena                     | Pinfall with a roll-up        | 8:19                          |
| 2                             | Rene Dupree                   | Booker T                      | Pinfall after an FU from Cena | 11:17                         |
| 3                             | Booker T                      | John Cena                     | Pinfall after an FU           | 15:52                         |